# Moetzes Gedolei HaTorah
Moetzes Gedolei HaTorah (in ebraico מועצת גדולי התורה‎?, "Consiglio dei grandi saggi della Torah") si riferisce al consiglio rabbinico supremo direttivo di varie organizzazioni haredi interconnesse.